# Kossa (Ukraine)

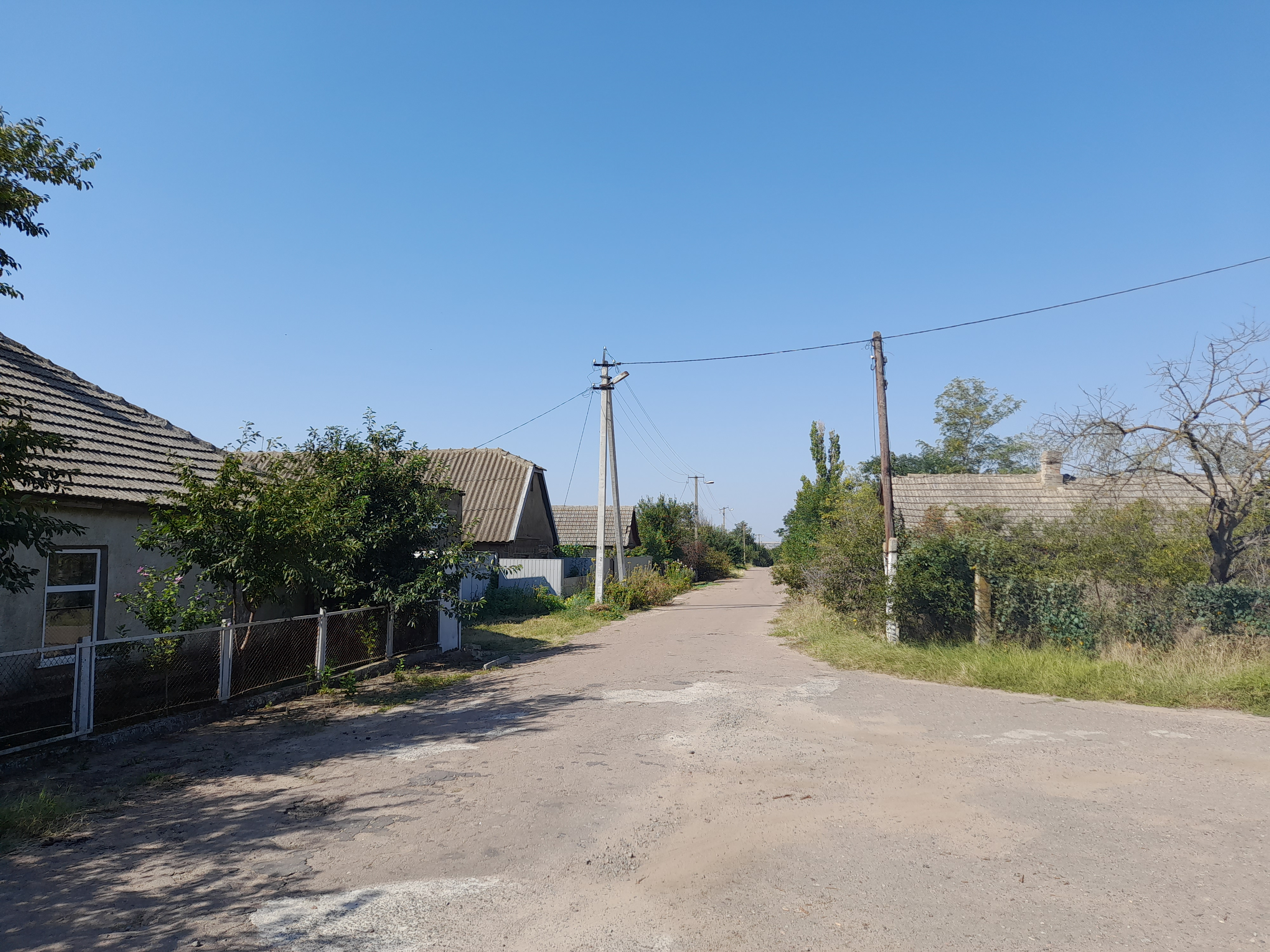
Kossa (2023)

Kossa (ukrainisch und russisch Коса; rumänisch Cosa-Mare) ist ein Dorf in der Ukraine (Oblast Odessa, Rajon Bolhrad). Es liegt am Ostrand des Jalpuhsees und entstand 1807 im Zuge der Neubesiedlung des Gebietes. Der Name leitet sich vom russischen Wort für Nehrung ab, die russische Einwohnerschaft beschäftigte sich vor allem mit dem Fischfang und der Fischzucht.
Am 12. Juni 2020 wurde das Dorf ein Teil der Landgemeinde Krynytschne; bis dahin war es ein Teil der Landratsgemeinde Krynytschne im Süden des Rajons Bolhrad.